# Łukowice Brzeskie (przystanek kolejowy)
Łukowice Brzeskie – nieczynny przystanek osobowy (do 1945 stacja kolejowa) w Łukowicach Brzeskich, w województwie opolskim, w Polsce. Ruch towarowy i pasażerski prowadzony był w obrębie przystanku od 15 września 1910 roku. Po 8 maja 1945 prowadzony był jedynie ruch pasażerski. Eksploatacji przystanku zaprzestano całkowicie po 1 września 1989 roku. Obecnie torowisko w obrębie przystanku zostało całkowicie rozebrane.